# Гулящие люди (фильм)
«Гуля́щие лю́ди» — советский художественный фильм Ильи Гурина 1988 года, снятый по одноимённому роману Алексея Чапыгина. Имеет две части: «Из огня да в полымя» и «Бунташное время».

## Сюжет
Действие происходит в XVII веке, в эпоху царя Алексея Михайловича и патриарха Никона. Стрелецкий сын Семён, познакомившись с монахом Таисием, становится бунтовщиком. Он участвует в Медном бунте и восстании Степана Разина.

Для экранизации была взята лишь основная линия романа, связанная с судьбой его главного героя, тесно соприкоснувшейся со многими переломными событиями сложного, неспокойного в истории России XVII столетия. Это время народных бунтов, церковного раскола, годы крестьянской войны. Герой романа Чапыгина и нашего фильма, стрелецкий сын Семен, это лицо вымышленное. Но, думается, он вобрал в себя черты целого поколения молодых людей той эпохи.— режиссёр фильма Илья Гурин

## В ролях
- Андрей Пономарёв — Семён
- Александр Филиппенко — Таисий
- Александр Парра — Патриарх Никон
- Андрей Мартынов — Зюзин
- Елена Дробышева — Улька
- Ирина Цывина — Малка
- Алла Миронова — Домка
- Иван Лапиков — Бутурлин
- Степан Старчиков — Бутурлин-сын
- Александр Казаков — Степан Разин
- Валентина Федотова — Секлетея Петровна
- Борис Невзоров — Лазарь Палыч
- Аршак Оганян — Конон
- Зинаида Нарышкина — старуха-приживалка
- Чеслав Сушкевич
- Вячеслав Бутенко
- Павел Иванов — эпизод
- Галина Чурилина — эпизод
- Игорь Косухин — эпизод
- Валерий Долженков — эпизод

## Съёмочная группа
- Режиссёр: Илья Гурин
- Авторы сценария: Виктор Потейкин, Илья Гурин
- Оператор: Евгений Давыдов
- Композитор: Юрий Буцко
- Художник: Александр Попов

Режиссерская группа, директор картины, оператор, художник — все с «России молодой».

## Съёмки
Места натурных съёмок фильма — Москва, Кострома, а также Суздаль, который в фильме изображает и Москву XVII века и Коломну того времени и даже Ярославль. Местами съёмок в Суздале стали памятники архитектуры XVI—XVII веков: «Дом целовальщиков» возле Спасо-Евфимиева монастыря, «московский кремль» с мостом через «Москву-реку» (возле Покровского монастыря) и другие.